# Podleszany (gromada)
Podleszany – dawna gromada, czyli najmniejsza jednostka podziału terytorialnego Polskiej Rzeczypospolitej Ludowej w latach 1954–1972.
Gromady, z gromadzkimi radami narodowymi (GRN) jako organami władzy najniższego stopnia na wsi, funkcjonowały od reformy reorganizującej administrację wiejską przeprowadzonej jesienią 1954 do momentu ich zniesienia z dniem 1 stycznia 1973, tym samym wypierając organizację gminną w latach 1954–1972.
Gromadę Podleszany z siedzibą GRN w Podleszanach utworzono – jako jedną z 8759 gromad na obszarze Polski – w powiecie mieleckim w woj. rzeszowskim na mocy uchwały nr 28/54 WRN w Rzeszowie z dnia 5 października 1954. W skład jednostki weszły obszary dotychczasowych gromad Podleszany i Wola Mielecka ze zniesionej gminy Mielec oraz obszar dotychczasowej gromady Rydzów ze zniesionej gminy Wadowice Górne w tymże powiecie. Dla gromady ustalono 20 członków gromadzkiej rady narodowej.
1 stycznia 1960 do gromady Podleszany włączono obszar zniesionej gromady Boża Wola w tymże powiecie.
31 grudnia 1961 do gromady Podleszany włączono wieś Rzędzianowice ze zniesionej gromady Rzędzianowice w tymże powiecie.
Gromada przetrwała do końca 1972 roku, czyli do kolejnej reformy gminnej.